# Yarrabubba-Krater
Koordinaten: 27° 10′ S, 118° 50′ O

Der Yarrabubba-Krater bezeichnet die Überreste einer großen, stark erodierten Impaktstruktur in Westaustralien.

## Geographie
Der ursprüngliche Krater ist im Laufe der Zeit komplett erodiert. Er ist weder durch Luftaufnahmen noch Satellitenbilder visuell erkennbar. Beweise für seine Existenz stammen von Schockeffekten und Strahlenkegeln, welche in Quarzgesteinen der Gegend gefunden wurden. Der Durchmesser des ursprünglichen Kraters wird auf 30 bis 70 Kilometer geschätzt.

## Alter
Auf Basis von Uran-Blei-Datierungen an Monazit gelang eine Bestimmung des Alters der Impaktstruktur auf etwa 2,23 Milliarden Jahre (2229 ± 5 Mya). Damit ist Yarrabubba die älteste anerkannte Meteoriteneinschlagstruktur der Erde. Das Alter fällt im Rahmen der Messungenauigkeit mit den zeitlichen Eingrenzungen für die jüngsten paläoproterozoischen Gletscherablagerungen, dem Rietfontein-Diamiktit in Südafrika, zusammen. Demnach könnte er die damalige Eiszeit beendet haben.